# Deliverance (Metal-Band)
Deliverance (engl. für Erlösung) ist eine christliche Metal-Band aus Los Angeles, USA, die im Jahr 1985 gegründet wurde.

## Geschichte
Die Band wurde im Jahr 1985 gegründet. Noch im selben Jahr löste sich die Gruppe vorerst wieder auf, ehe sie im Jahr 1986 erneut zusammenfand. Die Gruppe bestand dabei aus Sänger und Gitarrist Jimmy P. Brown II, Schlagzeuger Chris Hyde, Gitarrist Larry Farkas und Bassist Brian Khairullah. Im Jahr 1987 schlossen sich die ersten Auftritte in diversen Clubs in Los Angeles an. Währenddessen verließ Larry Farkas die Band, um der Gruppe Vengeance Rising, damals noch unter dem Gründungsnamen Vengeance aktiv, beizutreten. Nachdem einige Gitarristen angehört wurden, kam Marcus Colon als neuer Gitarrist hinzu. Daraufhin nahm die Band Lieder für eine Kompilation namens California Metal, die im Jahr 1987 über Regency Records erschien. Auf der Kompilation waren ebenfalls Bands wie Barren Cross, Neon Cross, Guardian und Hero zu hören. Nachdem Glenn E. Rogers als neuer Gitarrist zur Band gekommen war, nahm die Band ihr erstes Demo Greetings of Death auf, das sich innerhalb der nächsten zwei Jahre mehr als 5000-mal verkaufen sollte. Zwei Lieder hiervon, A Space Called You und Attack, erschienen auf der Kompilation California Metal. Im Jahr 1988 nahm die Band ihr nächstes Demo After Greetings auf, von dem einige 100 Stück veröffentlicht wurden. Danach erreichte die Gruppe einen Vertrag bei Intense Records.
Im Februar 1989 begannen die Aufnahmen zum Debütalbum. Währenddessen informierte Glenn Rogers Jimmy P. Brown II, dass er die Band nach den Aufnahmen verlassen werde, um der Gruppe Steel Vengeance beizutreten. Als Ersatz sollte George Ochoa zur Besetzung gelangen. Im Juni wurde das selbstbetitelte Album veröffentlicht. Im Jahr 1990 folgten einige Auftritte in Kalifornien. Bereits im April nahm die Band das nächste Album Weapons of Our Warfare auf. Außerdem hielt die Band einige dreizehnwöchige Tournee ab, um das erste Album zu bewerben, ehe im Juli das zweite Album erschien. Im Oktober verließ Schlagzeuger Chris Hyde die Band und wurde durch Jim Chaffin ersetzt. Im Januar 1991 verlor die Band mit Bassist Brian Khairullah ein weiteres Mitglied. Als neue Mitglieder kamen Schlagzeuger Johnny Gonzalez und Bassist Mike Grato zur Band. Für das Lied Weapons of Our Warfare erstellte die Band in San Diego ein Musikvideo mit Produzent Dan Macintosh, Sohn von Mike Macintosh, Pastor der größten Vineyard-Kirche in San Diego. Nach einigen Auftritten kam Kevin Lee als neuer Schlagzeuger hinzu, woraufhin im Februar die Aufnahmen zum Album What a Joke begannen. Veröffentlicht wurde das Album im April. Jedoch waren die Verkaufszahlen des Albums nicht befriedigend. Im November unterzeichnete die Gruppe einen neuen Managementvertrag und das Musikvideo zu Weapons of Our Warfare wurde auf MTV ausgestrahlt. Seine Premiere hatte das Video in der Sendung Headbangers Ball im Jahr 1991.
Im Dezember entschied sich Jimmy P. Brown II ein Soloalbum unter dem Namen Peter Braun aufzunehmen, jedoch sollten sich die Aufnahmen als wenig erfolgreich erweisen. Im März 1992 kam Michael Phillips als neuer Gitarrist zur Besetzung. Danach begannen die Arbeiten zu einem neuen Album, das anfangs Dead Again heißen sollte, jedoch dann unter dem Namen Stay of Execution veröffentlicht wurde. Im April begab sich Jimmy P. Brown II mit einer neuen Besetzung und Produzent Terry Taylor ins Studio, um das neue Album aufzunehmen. Die Gruppe bestand dabei neben Brown aus Schlagzeuger Kevin Lee, Bassist Mike Grato und Gitarrist Michael Phillips. Während der Aufnahmen verließ Grato jedoch die Band, sodass Brown und Phillips die noch fehlenden Bassspuren einspielten. Als Bassist kehrte Brian Khairullah wieder zur Band zurück. Im August wurde Stay of Execution veröffentlicht. Das Album wurde im September auf Platz 19 der Top-50-Billboard-Charts gelistet. Im Oktober nahm die Band das erste Live-Album Deliverance: Intense Live Series Vol.1 auf, das im Dezember ausschließlich in den USA veröffentlicht wurde. Von Januar bis Mai 1993 folgte eine Tournee, um das Album Stay of Execution zu bewerben. Im Juni entschieden sich Kevin Lee und Michael Phillips die Band zu verlassen, sodass sie nur noch die anstehenden Konzerte mit Deliverance absolvieren wollten. Auch Brian Khairullah verließ die Band und trat mit Ex-Deliverance-Gitarrist Glenn E. Rogers der Band Max Blam Jam bei. Als neue Mitglieder kamen Bassist Manny Morales, Keyboarder und Gitarrist Jonathan Maddux und Schlagzeuger Jon Knox hinzu. Zusammen mit Produzent Terry Taylor begab sich die Band erneut ins Studio, um das Album Desperate Cries aufzunehmen, das jedoch später unter dem Namen Learn erscheinen sollte. Im Juli unterbrach die Band die Aufnahmen für einige Auftritte, ehe sie das Album im August fertigstellte. Learn erschien im September 1993. Im November folgte eine Tournee zusammen mit Saviour Machine, welche bis Dezember anhielt.
Im Januar 1994 trennte sich die Band von Intense Records und unterzeichnete einen Vertrag bei Brainstorm Artists Records. Im März begab sich die Band, zum letzten Mal mit Produzent Terry Taylor, ins Studio, um das Album Speed of Light aufzunehmen, das später unter dem Namen River Disturbance veröffentlicht werden sollte. Die Band bestand dabei neben Brown aus Bassist Manny Morales, Keyboarder und Gitarrist Jonathan Maddux und Schlagzeuger Jon Knox. Im Juli strich die Band alle Konzerte, um weiter an dem Album arbeiten zu können, ehe es im November erschien. Im Januar 1995 verließ Maddux die Band und wurde im März durch Matt Winslow ersetzt. Als neuer Schlagzeuger kam außerdem Jeff Mason hinzu. Zudem verlor die Band ihren Vertrag mit Brainstorm Artists Records, da sich das Label auflöste. Im April begann die Band eine neunwöchige Tournee, ehe die Band im Juli wieder einen Vertrag bei Intense Records für drei weitere Alben unterschrieb. Im August verschwand Gitarrist Matt Winslow spurlos, ehe man ihn erst vier Jahre später wieder begegnete. Winslow hatte seine Ausrüstung in den RDM Studios liegen gelassen und nie abgeholt. Im September begab sich die Gruppe ins Studio, wobei Brown nun auch die Rolle des Produzenten übernahm. Das Album hatte bei den Aufnahmen zunächst den Titel Book Ends, welcher später in Camelot in Smithereens umgeändert werden sollte. Auf dem Tonträger war wieder Gitarrist Marcus Colon zu hören, während Eric Bradfield als neuer Gitarrist fungierte, sodass die Band nun drei Gitarrist beinhaltete. Im Oktober mischte Bill Metoyer, welcher auch schon das Debütalbum produziert hatte, das Album ab. Im November begab sich die Band auf eine Tournee, die in den Augen der Bandmitglieder jedoch als wenig erfolgreich anzusehen war. Die Gruppe bestand dabei neben Brown aus Bassist Manny Morales, Schlagzeuger Jeff Mason, sowie den Gitarristen Marcus Colon und Eric Bradfield. Krankheiten, schlechte Wetterverhältnisse, geringe Zuschauerzahlen und ein kaputter Tourbus sorgten dafür, dass die Mitglieder mitten in der Tournee abbrachen und nach Kalifornien zurückkehrten. Im Dezember erschien das Album Camelot in Smithereens. Im Januar 1996 spielte Brown mit dem Gedanken, die Band aufzulösen, da er sich zunehmend für andere Musik interessierte. Jedoch hielt er mit der Band noch eine Europatournee ab. Im März erreichte in die Nachricht, dass Camelot in Smithereens sich sehr schlecht verkaufte und von Fans sehr schlecht aufgenommen wurde, sodass er im April endgültig entschloss, die Band aufzulösen.
Im Jahr 2001 wurde mit Greetings of Death, Etc. eine Kompilation veröffentlicht, die die Demos der Band enthielt. Im Dezember 2000 gründete Brown die Band neu, sodass die Gruppe im Januar 2001 einen Vertrag bei Indie Dream Records unterschrieb. Im Februar begab sich die Band ins Studio, um das Album Assimilation aufzunehmen. Weitere Mitglieder neben Brown waren Bassist Manny Morales, Keyboarder David Gilbreath, Gitarrist Justin Detie und Schlagzeuger Jim Calvert. Im Juli wurde das Album veröffentlicht. Der Veröffentlichung folgten Auftritte, wobei Gitarrist Lael Clark und Schlagzeuger Ian Baird neu in der Band waren. Jim Calvert sorgte dabei für den Begleitgesang. Im Oktober schloss sich ein weiteres Live-Album an, ehe im November die Arbeiten zum nächsten Album This Sad Veil of Tears begannen. Neun Lieder hiervon wurden im Juni 2002 als Vorveröffentlichung publiziert, ehe sich die Band im September wieder auflöste. Das Album erschien bei Browns Nebenprojekt Fearful Symmetry.
Im Juli 2006 begann Brown mit einer neuen Besetzung zu proben und die ersten Konzerte fanden wieder statt. Außerdem nahm die Band ein neues Album mit dem Arbeitstitel Enlightened auf, das im Jahr 2007 unter dem Namen As Above – So Below erschien. Als Schlagzeuger war darauf wieder Kevin Lee zu hören. Die Band besteht nun neben Sänger und Gitarrist Brown aus Gitarrist Michael Phillips, Bassist Manny Morales und Schlagzeuger Jayson Sherlock.

## Stil
Die Band gilt als wichtiger Vertreter des christlichen Metals. Klanglich lässt sich die Musik mit Speed- und Thrash-Metal-Bands wie Slayer, Exodus, Metallica, Anthrax, Believer, und Tourniquet vergleichen. Gesanglich erinnert Brown stark an Geoff Tate von Queensrÿche.

## Diskografie
- Greeting of Death (Demo, 1987, Eigenveröffentlichung)
- After Greetings (Demo, 1988, Eigenveröffentlichung)
- Deliverance (Album, 1989, Intense Records)
- Weapons of Our Warfare (Album, 1990, Intense Records)
- What a Joke (Album, 1991, Intense Records)
- Stay of Execution (Album, 1992, Intense Records)
- Deliverance: Intense Live Series Vol.1 (Live-Album, 1992, Intense Records)
- Learn (Album, 1993, Intense Records)
- River Disturbance (Album, 1994, Brainstorm Artists Records)
- Camelot in Smithereens (Album, 1995, Intense Records)
- A Decade of Deliverance (Kompilation, 1995, Intense Records)
- Back in the Day: The First Four Years (Kompilation, 2000, Magdalene Records)
- Assimilation (Album, 2001, Indie Dream Records)
- Live at Cornerstone 2001 (Live-Album, 2001, Magdalene Records)
- Greetings of Death, Etc. (Kompilation, 2001, Magdalene Records)
- As Above – So Below (Album, 2007, Retroactive Records)